# Jean Haritschelhar
Jean Haritxelhar Duhalde ou Jean Haritschelhar Duhalde (né le 13 mai 1923 à Saint-Étienne-de-Baïgorry et mort le 1er septembre 2013  à Biarritz) est un universitaire, politicien, chercheur en littérature, poète et académicien basque français de langue basque et française. Il est président de cette académie, de 1989 à 2004.

## Biographie

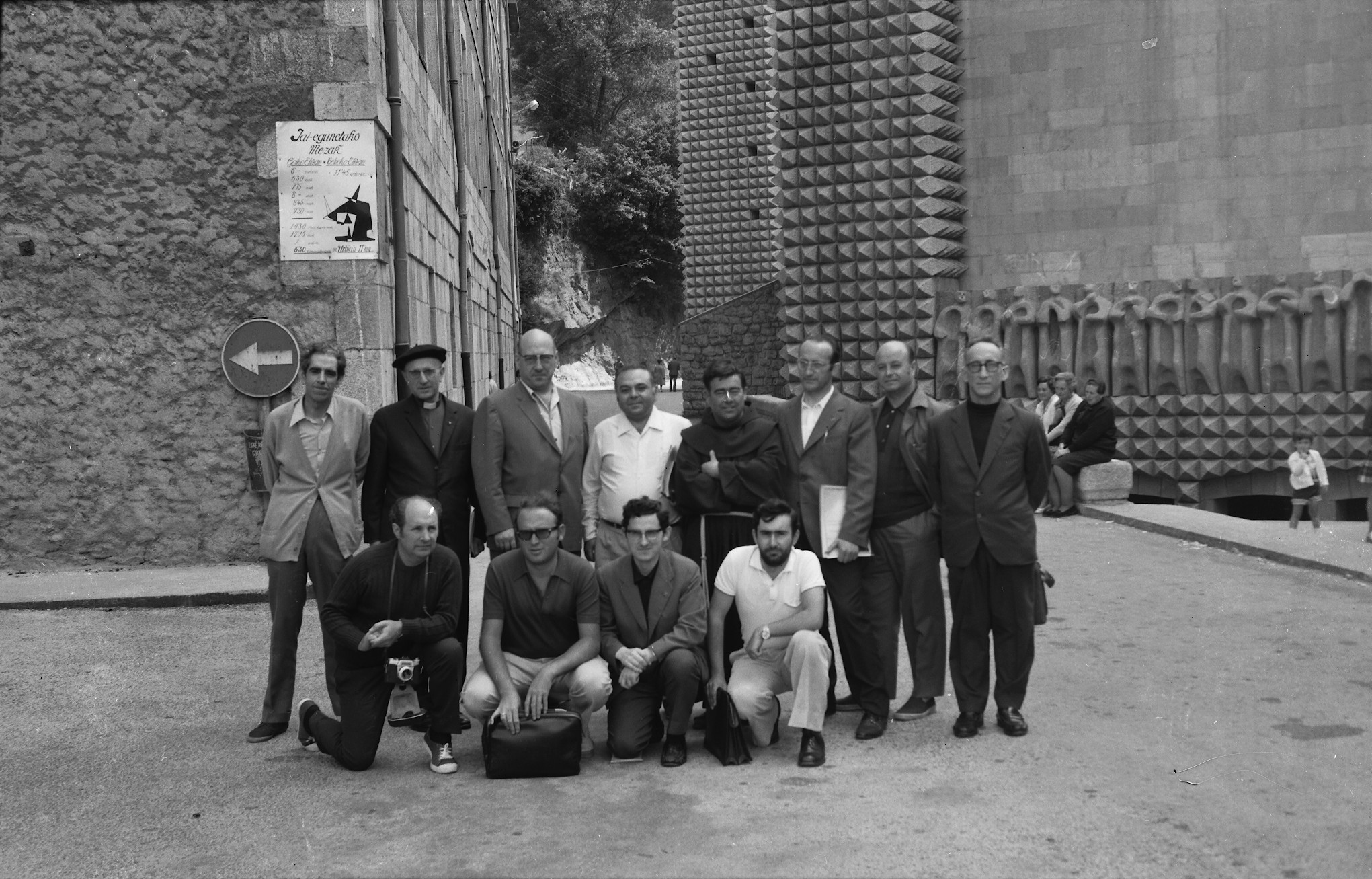
Euskaltzainak réunis au sanctuaire d'Arantzazu en 1972.
Haut de gauche à droite : Koldo Mitxelena, Iratzeder, Jean Haritschelhar, Alfontso Irigoien, Luis Villasante, Jose Mari Satrustegi, Patxi Altuna et Imanol Berriatua. Bas: Juan San Martin, Jose Luis Lizundia, Joseba Intxausti et Xabier Kintana.

Il suit ses premières études dans l'école de sa localité natale. Il étudie ensuite à Bayonne, à l'école normale d'instituteurs de Dax et à Toulouse. Il obtient un doctorat en lettres par l'université de Bordeaux, avec la présentation des thèses suivantes, en 1969 : Le poète souletin Pierre Topet-Etxahun et L’œuvre poétique de Pierre Topet-Etxahun.
Dans le champ professionnel, Jean Haritxelhar est professeur au lycée d'Agen de 1952 à 1959. De 1969 à 1986, il occupe la chaire en langue et littérature basque à l'université de Bordeaux III. Il est nommé directeur du Musée basque et de l'histoire de Bayonne en 1962. La même année, l'Académie de la langue basque ou Euskaltzaindia le nomme membre numéraire. De 1966 à 1988, il est vice-président de l'Académie et président de 1989 à 2004 après Luis Villasante.
Il est maire de son village natal, Saint-Étienne-de-Baïgorry, de 1971 à 1980. En 1988 il est nommé docteur honoris causa par l'université du Pays basque. En 2004 la Société d'études basques il lui a accordé le prix Manuel Lekuona. Il meurt à la clinique de Biarritz des suites d'une grave maladie diagnostiquée 15 jours auparavant.

### Articles parus dans Lapurdum
- Etxahun et la langue française, 1996
- Gero-ren bi parteak, 1999
- Ezkonduien Koplak (Etxepare, 1545), 2002
- Amoros sekvetuki dena, 2003
- Salvat Monho olerkariaren metrika, 2004
- Aitamaginarrebak, 2006
- Gernikako Arbola véritable hymne basque, 2000